# 韋納·荷索
韋納·荷索（(德語：[ˈvɛɐ̯nɐ ˈhɛɐ̯tsoːk]；1942年9月5日—），舊姓斯蒂佩蒂奇，是一位著名德國導演、演員與編劇家。
他與德語導演寧那·華纳·法斯賓德、玛加蕾特·冯·特罗塔、沃克·施隆多夫、漢斯·於爾根·西貝爾貝格與溫·韋德斯等人被認為是德國新浪潮的重要成員之一。韋納·荷索生涯最著名的作品包括《天譴》（Aguirre, the Wrath of God）與《陸上行舟》（Fitzcarraldo）。

## 生平

### 早年
韋納·荷索在1942年出生在慕尼黑，父母為迪特里希·荷索及伊麗莎白·斯蒂佩蒂奇。在第二次世界大戰末期，韋納·荷索全家附近的房子在轟炸中遭到摧毀，於是他們的全家搬到偏遠的巴伐利亞。當韋納·荷索12歲的時候，他和家人搬回慕尼黑。韋納·荷索捨棄克羅埃西亞母親的姓，改為德語姓「荷索」 ，意為「公爵」。
在同一年，韋納·荷索曾經拒絕在同學面前唱歌。他直到18歲之前都不聽音樂、唱歌，也不學習樂器。在他14歲的時候，韋納·荷索從百科全書有關電影製作的說明獲得靈感，他說這讓他得到「讓自己開始成為電影製片人的一切事物」，而他也從慕尼黑電影學院偷了一部35毫米攝影機 。他在評論自己的作品《阿基尔，上帝的愤怒》時指出，「我不認為這是盜竊，這只是一種必需品，我自然有獲得攝影機的權利，一個工作的工具」。韋納·荷索後來在進入慕尼黑大學就讀，儘管他獲得美國賓夕法尼亞州匹茲堡杜肯大學（Duquesne University）的獎學金。韋納·荷索在1960年代初於某間鋼鐵廠獲得夜班的焊接工作，藉此幫他賺取拍攝首部電影的基金。

### 導演生涯
他除了與德國及美國影星合作之外，韋納·荷索在攝影時經常以主角的角度來敘述劇情。韋納·荷索在1968年完成首部劇情片《生命的訊息》（Lebenszeichen），入圍柏林影展金熊獎，並因此獲得柏林影展評審團銀熊獎的肯定。1972年的《阿基爾，上帝的憤怒》是韋納·荷索最出色的作品之一，由著名德國演員克勞斯·金斯基主演。该片描述一位西班牙軍人洛普·德·阿基爾帶領一群西班牙征服者延著南美洲奧里諾科河試圖尋找傳說中的黃金城的故事，這部電影被影評家廣泛視為是一部不朽傑作，也入圍凯撒奖最佳外語片獎。
《賈斯伯荷西之謎》（Jeder für sich und Gott gegen alle）完成於1975年，入圍坎城影展金棕櫚獎，最終獲得坎城影展評審團大獎。他然後在1979年執導《诺斯费拉图：夜晚的幽灵》（Nosferatu: Phantom der Nacht），再度入圍柏林影展金熊獎。他在同一年的電影《浮石記》（Woyzeck）由克勞斯·金斯基及伊娃·馬茨主演，伊娃·馬茨也因此獲得坎城影展最佳女配角獎。
1982年的電影作品《陸上行舟》（Fitzcarraldo）是他的代表作之一，入圍坎城影展金棕櫚獎，獲得坎城影展最佳導演獎。1983年的電影《綠蟻安睡的大地》（Where the Green Ants Dream）敘述澳洲原住民在白種人掠奪土地的威脅下仍然堅持信仰的故事，也入圍坎城影展金棕櫚獎。1987年的《奴隸海岸》（Cobra Verde）則是韋納·荷索最後一次與克勞斯·金斯基合作。他也和他的同父異母兄弟盧奇·基斯蒂佩蒂奇（Lucki Stipetić）在1987年以本片贏得巴伐利亞電影獎最佳製作獎。
韋納·荷索在1991年以電影《泣石》（Scream of Stone）入圍威尼斯影展正式競賽並榮獲金奧薩拉獎（Golden Osella），特別表彰其技術與主題。他在1997年執導的紀錄片電影《小小迪特想要飛》（Little Dieter Needs to Fly）則是描述一位德國飛行員的故事。韋納·荷索在1999年完成紀錄片《我的野蠻好友》（My Best Fiend），描述他與克勞斯·金斯基過去工作的點滴。
他在2002年於波蘭克拉科夫舉行的克拉科夫電影節贏得了龍中之龍榮譽獎。韋納·荷索在第49屆舊金山國際電影節獲得2006年電影導演協會獎 。他的四部電影則在舊金山國際電影節上放映，包括 1990年的《太陽牧者》（Wodaabe-Herdsmen of the Sun）、1993年的《深處的鐘聲》（Bells from the Deep）與《黑暗的教訓》（Lessons of Darkness）與2006年的作品《野性的蔚藍彼方》（The Wild Blue Yonder ）。他也在2007年4月出席美國伊利諾伊州舉行的艾伯特影展（Ebertfest），並贏得了金拇指獎，一位年輕的電影製片人則贈送他一部鐘琴。他在2005年執導的電影《灰熊人》也在2005年聖丹斯電影節贏得阿爾弗雷德斯隆獎。《世界盡頭的奇遇》（Encounters at the End of the World）則於2008年愛丁堡國際電影節當中獲得最佳紀錄片獎並入圍奧斯卡獎最佳紀錄片獎。
韋納·荷索在2009年成為在近代歷史上唯一一位有兩部電影進入同一届威尼斯電影節正式競賽的製片人。當年他的《爆裂警官》（Bad Lieutenant：Port of Call New Orleans）進入電影節的正式競賽項目，而另一部電影《My Son,My Son,What Have Ye Done？》則再最後一刻才進入正式競賽，因此被稱為「驚喜電影」。韋納·荷索還幫美籍伊朗裔導演拉敏·巴赫拉尼（Ramin Bahrani）執導的短片《塑膠袋》配音，這是威尼斯電影節短片單元（Corto Cortissimo）開幕夜的作品。
韋納·荷索在第60屆柏林國際電影節擔任正式競賽項目的評審團主席。
韋納·荷索最近剛完成記錄片《Cave of Forgotten Dreams》，描述他進入法國肖韋岩洞（Chauvet Cave）的旅程。雖然各界普遍對於他企圖將這種形式的電影以3D來呈現持懷疑的態度，但是韋納·荷索仍計畫在2010年多倫多國際電影節上以三維形式播放這部電影。
他在2010年還完成了另一部紀錄片《Happy People: A Year in the Taiga》，與俄羅斯製片人德米特里·瓦休科夫共同執導，電影描繪了生活在西伯利亞北方針葉林中的原住民部落生活。這部影片也將在2010年特柳賴德電影節（Telluride Film Festival）上首映。

## 私生活
韋納·荷索有過三段婚姻，並育有三個孩子。他在1967年與Martje Grohmann結婚，然後她在1973年替他生下一個兒子－魯道夫·阿莫斯·艾哈邁德（後來他成為電影製片人與導演，也寫過幾本非小說類的書籍）。他的女兒漢納·馬茨（現在是一位攝影師及藝術家）在1980年出生，母親是伊娃·馬茨。韋納·荷索在1985年與Grohmann離婚，然後在1987年，他與Christine Maria Ebenberger結婚。他們的兒子西蒙·荷索於1989年出生，後來在哥倫比亞大學就讀。韋納·荷索和Ebenberger在1997年離婚。韋納·荷索在1995年移居美國，1999年與攝影師莉娜·皮賽斯基（Lena Pisetski，現在改名為莉娜·荷索）结婚。他們目前居住在洛杉磯。
演員瓦昆·菲尼克斯在2006年1月於日落大道的馬路上因故翻車。住在附近的韋納·荷索幫他從車裡掙脫出來。幾天後，當他正在接受英國廣播公司馬克·克莫德的訪問時，一位不明人士在拍攝過程中以空氣步槍射擊韋納·荷索。韋納·荷索繼續接受採訪，且在鏡頭前面展露他的傷口，並評論道，「這不是一顆對我產生重大影響的子彈」。在克莫德接下來的採訪中，韋納·荷索表示自己的信仰，他認為宇宙是一個沒有神明存在且隨機的地方。克莫德問道如果事實的確是如此，「怎麼能創造出像韋納·荷索的電影一樣美麗的事物？對我來說，證明你說的是不是真的是你與你的作品。」韋納·荷索對此回應說：「嗯，這是我的風格。」
他也是Filmaka數位工作室的評審團成員，這是一個針對尚未被發掘的電影製片人展示他們的作品予電影專業人士的平台。

## 作品年表

### 长片
- 《生命的訊息（英语：Signs of Life (1968 film)）》（1968）
- 《侏儒也是從小長大的（英语：Even Dwarfs Started Small）》（1970）
- 《新創世紀（英语：Fata Morgana (1971 film)）》（1971）
- 《天譴》（1972）
- 《賈斯伯荷西之謎（英语：The Enigma of Kaspar Hauser）》（1974）
- 《玻璃精靈（英语：Heart of Glass (film)）》（1976）
- 《史楚錫流浪記（英语：Stroszek）》（1977）
- 《吸血鬼》（1979）
- 《浮石傳（英语：Woyzeck (1979 film)）》（1979）
- 《陸上行舟》（1982）
- 《綠蟻夢鄉》（1984）
- 《綠色眼鏡蛇》（1987）
- 《泣石》（1991）
- 《黑暗的教訓》（1992）
- 《納粹製造》（2001）
- 《荷索之藍色狂想》（2005）
- 《搶救黎明》（2006）
- 《爆裂警官》（2009）
- 《親愛吾兒，你幹了什麼好事？（英语：My Son, My Son, What Have Ye Done?）》（2009）
- 《沙漠女皇：燦爛年代（英语：Queen of the Desert (film)）》（2015）
- 《鹽與火之歌（英语：Salt and Fire）》（2016）
- 《家庭羅曼史有限公司（英语：Family Romance, LLC）》（2019）

### 短片
- 《大力士（英语：Herakles (film)）》（1962）
- 《沙中的遊戲（英语：Game in the Sand）》（1964）
- 《德意志要塞無防範之抵禦（英语：The Unprecedented Defence of the Fortress Deutschkreuz）》（1966）
- 《最後的話（英语：Last Words (film)）》（1968）
- 《防範未然（英语：Precautions Against Fanatics）》（1969）
- 《沒人願意跟我玩（英语：No One Will Play with Me）》（1976）
- 《荷索的自畫像（英语：Portrait Werner Herzog）》（1986）
- 《法國人印象（英语：The French as Seen by...）》（1988）
- 《漂泊（英语：La Bohème (2009 film)）》（2009）

### 纪录片
- 《東非的飛行醫生們（英语：The Flying Doctors of East Africa）》（1969）
- 《殘疾人的未來（英语：Handicapped Future）》（1971）
- 《沉默與黑暗的世界（英语：Land of Silence and Darkness）》（1971）
- 《木雕家斯泰納的狂喜（英语：The Great Ecstasy of Woodcarver Steiner）》（1974）
- 《一隻土撥鼠能啃掉多少（英语：How Much Wood Would a Woodchuck Chuck (film)）》（1976）
- 《蘇弗雷火山（英语：La Soufrière (film)）》（1977）
- 《布道家（英语：Huie's Sermon）》（1981）
- 《吉恩·科斯特博士（英语：God's Angry Man）》（1981）
- 《士兵的歌謠（英语：Ballad of the Little Soldier）》（1984）
- 《發光的山（英语：The Dark Glow of the Mountains）》（1984）
- 《太陽牧者（英语：Herdsmen of the Sun）》（1989）
- 《來自昏暗國度的迴聲（英语：Echoes from a Sombre Empire）》（1990）
- 《烏代布爾王公的古怪私人院（英语：Jag Mandir (film)）》（1991）
- 《來自深處的鐘聲》（1993）
- 《將世界轉變成音樂（英语：The Transformation of the World into Music）》（1994）
- 《五種死亡的聲音（英语：Gesualdo: Death for Five Voices）》（1995）
- 《小小迪特想要飛》（1997）
- 《我的魔鬼朋友》（1999）
- 《希望的翅膀（英语：Wings of Hope (film)）》（2000）
- 《朝聖（英语：Pilgrimage (2001 film)）》（2001）
- 《十分鐘年華老去（英语：Ten Thousand Years Older）》（2002）
- 《時間之輪（英语：Wheel of Time (film)）》（2003）
- 《白鑽石（英语：The White Diamond）》（2004）
- 《灰熊人》（2005）
- 《冰旅紀事》（2007）
- 《快樂的人們（英语：Happy People: A Year in the Taiga）》（2010）
- 《荷索之秘境夢遊（英语：Cave of Forgotten Dreams）》（2010）
- 《凝視深淵（英语：Into the Abyss (film)）》（2011）
- 《死囚（英语：On Death Row）》（2012）
- 《From One Second to the Next》（2013）
- 《荷索的網路異想（英语：Lo and Behold, Reveries of the Connected World）》（2016）
- 《深入火心（英语：Into the Inferno (film)）》（2016）
- 《会见戈尔巴乔夫（英语：Meeting Gorbachev）》（2018）
- 《流浪者：追随布鲁斯·查特文的脚步（英语：Nomad: In the Footsteps of Bruce Chatwin）》（2019）
- 《火球：来自黑暗世界的访客（英语：Fireball: Visitors from Darker Worlds）》（2020）

### 其他相關
- 《荷索吃鞋子（英语：Werner Herzog Eats His Shoe）》（1980）
- 《荷索的尼斯湖水怪之謎（英语：Incident at Loch Ness）》（2004）

## 外部連結
- 官方网站
- 中的“韋納·荷索”
- 韋納·荷索在互联网电影资料库（IMDb）上的資料（英文）
- Encounters with Herzog – a film competition. Judged by Herzog on the independent filmmakers networking community Shooting People. （页面存档备份，存于） Judged on Sunday 27 September 2009